# Lijst van werken van Petrus Christus
Deze lijst biedt een overzicht van de werken van de 15e-eeuwse schilder Petrus Christus uit Brugge. De gegevens zijn grotendeels ontleend aan de catalogus van de overzichtstentoonstelling uit 1994 in het Metropolitan Museum of Art in New York.
| Afbeelding | Titel                                                                                              | Jaar Signatuur              | Techniek                              | h x b (cm)    | Locatie                                                                                    |
| ---------- | -------------------------------------------------------------------------------------------------- | --------------------------- | ------------------------------------- | ------------- | ------------------------------------------------------------------------------------------ |
|            | Portret van een jonge vrouw                                                                        | circa 1445                  | zilverstift op geprepareerd papier    | 13,2 x 8,9    | Museum Boijmans van Beuningen, Rotterdam                                                   |
|            | Portret van een man met een valk                                                                   | circa 1445-1450             | zilverstift op geprepareerd papier    | 18,9 x 14,3   | Städelsches Kunstinstitut und Städtische Galerie, Frankfurt am Main                        |
|            | Portret van een vrouw (toegeschreven)                                                              | circa 1449                  | zilverstift op geprepareerd papier    | 13,3 x 9,2    | Musée du Louvre, Parijs                                                                    |
|            | Johannes de Doper in een landschap (toegeschreven)                                                 | circa 1445                  | olieverf op paneel                    | 40 x 12,5     | Cleveland Museum of Art                                                                    |
|            | Hoofd van Christus (Ecce Homo)                                                                     | circa 1445 Petr[...]        | olieverf op perkament op paneel (eik) | 14,6 x 10,4   | The Metropolitan Museum of Art, New York                                                   |
|            | Portret van een kartuizer monnik                                                                   | PETRVS XPI ME FECIT Ao 1446 | olieverf op paneel (eik)              | 29,2 x 20,3   | The Metropolitan Museum of Art, New York                                                   |
|            | Portret van Edward Grymeston                                                                       | 1446                        | olieverf op paneel (eik)              | 36 x 27       | National Gallery, Londen                                                                   |
|            | Een goudsmid in zijn winkel                                                                        | m petr xpr me fecit ao 1449 | olieverf op paneel (eik)              | 98 x 85       | The Metropolitan Museum of Art, New York                                                   |
|            | Madonna en kind met Sint Barbara en Jan Vos (Exeter Madonna)                                       | circa 1450                  | olieverf op paneel (eik)              | 19,5 x 14     | Gemäldegalerie, Berlijn                                                                    |
|            | Sint Antonius met een schenker                                                                     | circa 1450                  | olieverf op paneel (eik)              | 59 x 32,7     | Statens Museum for Kunst, Kopenhagen                                                       |
|            | Portret van een jonge man                                                                          | circa 1450                  | olieverf op paneel (eik)              | 35,6 x 26,4   | National Gallery, Londen                                                                   |
|            | Bewening van Christus                                                                              | circa 1450                  | olieverf op paneel (eik)              | 26,1 x 35,9   | The Metropolitan Museum of Art, New York                                                   |
|            | Christus als de Man van Smarten                                                                    | circa 1450                  | olieverf op paneel                    | 11,2 x 8,5    | Birmingham Museum and Art Gallery (Engeland)                                               |
|            | Toegeschreven: De annunciatie of Friedsam-annunciatie                                              | circa 1450                  | olieverf op paneel                    | 77,5 x 64,4   | The Metropolitan Museum of Art (Friedsam Collection), New York                             |
|            | Maria en kind onder een boog                                                                       | circa 1450-1455             | olieverf op paneel (eik)              | 55,5 x 31,5   | Szépmüvészeti Múzeum, Boedapest                                                            |
|            | Portret van een schenker                                                                           | circa 1450                  | olieverf op paneel (eik)              | 42 x 21,2     | National Gallery of Art, Washington                                                        |
|            | Portret van een schenkster                                                                         | circa 1450                  | olieverf op paneel (eik)              | 41,8 x 21,6   | National Gallery of Art, Washington                                                        |
|            | Annunciatie & De geboorte van Christus                                                             |                             |                                       |               | zie volgende                                                                               |
|            | Annunciatie (linkerpaneel)                                                                         | circa 1452                  | olieverf op paneel (eik)              | 85,5 x 54,8   | Groeningemuseum, Brugge                                                                    |
|            | Geboorte van Christus (rechterpaneel)                                                              | circa 1452                  | olieverf op paneel (eik)              | 85,5 x 54,8   | Groeningemuseum, Brugge                                                                    |
|            | Annunciatie & Geboorte van Christus                                                                | 1452                        | olieverf op paneel (eik)              | 134 x 56      | Gemäldegalerie, Berlijn                                                                    |
|            | Het Laatste Oordeel                                                                                | 1452                        | olieverf op paneel (eik)              | 134 x 56      | Gemäldegalerie, Berlijn                                                                    |
|            | Bewening van Christus                                                                              | circa 1455                  | olieverf op paneel (eik)              | 101 x 192     | Koninklijke Musea voor Schone Kunsten, Brussel                                             |
|            | Tronende Madonna met de heiligen Hiëronymus en Franciscus                                          | PETRVS XPI ME FECIT 14[5]7  | olieverf op paneel (eik)              | 46,7 x 44,6   | Städelsches Kunstinstitut und Städtische Galerie, Frankfurt am Main                        |
|            | Tronende Madonna en kind in een portiek                                                            | circa 1460-1465             | olieverf op paneel (eik)              | 49 x 34       | Museo del Prado, Madrid                                                                    |
|            | De dood van de maagd                                                                               | circa 1460-1465             | olieverf op paneel (eik)              | 171,1 x 138,4 | Timken Art Gallery, San Diego                                                              |
|            | Portret van een man                                                                                | circa 1465                  | olieverf op paneel (eik)              | 45,4 x 33,5   | Los Angeles County Museum of Art                                                           |
|            | Geboorte van Christus                                                                              | circa 1465                  | olieverf op paneel (eik)              | 130 x 97      | National Gallery of Art, Washington                                                        |
|            | Madonna van de droge boom                                                                          | circa 1465                  | olieverf op paneel (eik)              | 14,7 x 12,4   | Fundación Colección Thyssen-Bornemisza, Madrid                                             |
|            | Portret van een jonge vrouw                                                                        | circa 1470                  | olieverf op paneel (eik)              | 28 x 21       | Gemäldegalerie, Berlijn                                                                    |
|            | De Heilige Familie in een huiselijk interieur                                                      | circa 1470                  | olieverf op paneel (eik)              | 69,5 x 50,8   | Nelson-Atkins Museum of Art, Kansas City                                                   |
|            | Folio 155v uit het getijdenboek van Paul Van Overtvelt: De Heilige Drie-eenheid (toegeschreven)    | circa 1470-75               | tempera op perkament                  | 15,8 x 10,4   | Koninklijke Bibliotheek Albert I, Brussel                                                  |
|            | Kruisiging (vernietigd in 1945)                                                                    |                             | olieverf op paneel                    | 25 x 23       | voorheen Schloss Georgium, Dessau (privécollectie Fürst von Anhalt-Dessau, Dessau-Wörlitz) |
|            | Madonna en kind met een schenker (kopie naar de verloren gegane Maelbeke-madonna van Jan van Eyck) | circa 1445                  | zilverstift op geprepareerd papier    | 27,8 x 18     | Albertina, Wenen                                                                           |
|            | Bewening van Christus (eerste schets door Petrus Christus, uitgewerkt door een andere schilder)    | circa 1445-1450             | olieverf op paneel                    | 38 x 30       | Musée du Louvre, Parijs                                                                    |